# Arthur Paecht
Arthur Paecht, né le 18 mai 1930 à Vienne (Autriche) et mort le 11 août 2018 à Ollioules (Var), est un homme politique français.
Membre de l'UDF, du RPR puis de l'UMP, il est député du Var entre 1978 et 2002, maire de Bandol de 1983 à 1995, puis maire de La Seyne-sur-Mer de 2001 à 2008.

## Biographie
Après une scolarité à Montauban et une fois son diplôme de la faculté de médecine de Paris en poche, Arthur Paecht vient exercer à La Seyne-sur-Mer jusqu'en 1995. Son premier mandat électif, comme conseiller général du Var, date de 1973 ; son dernier mandat est celui de maire de La Seyne-sur-Mer jusqu'en 2008. Il est d'abord membre de l'UDF, avant de rejoindre plus tard l'UMP à sa création. Il a également été conseiller aux Anciens Combattants auprès d'Alain Juppé lors de son passage au ministère de la Défense en 2010-2011. Il est président du conseil d'administration de l'IRIS, puis de décembre 2013 à sa mort, président d'honneur au côté de Pascal Lamy, ancien directeur général de l'OMC.
Il mènera en parallèle une carrière de médecin, étant chef de service de l'hôpital intercommunal de Toulon-La Seyne et enseignant à la faculté de médecine de Marseille.

## Détail des mandats et fonctions

### Mandats parlementaires
- 3 avril 1978 – 22 mai 1981 : député de la 4e circonscription du Var[5].
- 2 avril 1986 – 14 mai 1988 : député du Var.
- 23 juin 1988 – 18 juin 2002 : député de la 7e circonscription du Var[6].

### Mandats départementaux
- 1973 – mars 2008 : conseiller général du Var.

### Mandats municipaux
- 13 mars 1983 – 18 juin 1995 : maire de Bandol (Var).
- 18 mars 2001 – 21 mars 2008 : maire de La Seyne-sur-Mer (Var).

## Distinctions
- Chevalier de l'ordre national du Mérite.
- Officier de la Légion d'honneur (1er janvier 2017)[7].